# Henning von Holtzendorff
Henning Rudolf Adolf Karl von Holtzendorff (Berlim, 9 de janeiro de 1853 – Uckermark, 7 de junho de 1919) foi um oficial naval alemão que serviu na Marinha Federal da Alemanha do Norte e na Marinha Imperial Alemã e lutou na Guerra Franco-Prussiana, no Levante dos Boxers e na Primeira Guerra Mundial, tendo sido um dos grandes defensores da tática de guerra submarina irrestrita.

## Biografia
Holtzendorff nasceu em Berlim dentro de uma família nobre. Entrou na marinha em 1869 e logo em seguida lutou na Guerra Franco-Prussiana, servindo depois como oficial na Esquadra da África Ocidental. Foi promovido a capitão em 1897 e participou do Levante dos Boxers como comandante de um cruzador da Esquadra da Ásia Oriental. Holtzendorff, depois disso, trabalhou como chefe de gabinete da Estação Naval do Mar Báltico e diretor do Estaleiro Imperial de Danzig, sendo promovido em 1904 a vice-almirante. Dois anos depois foi nomeado comandante da I Esquadra de Batalha e em 1909 comandante da Frota de Alto-Mar, sendo promovido a almirante no ano seguinte. Ele foi forçado a se aposentar em 1913 por ter sido contra a rápida expansão naval alemã para competir com a Marinha Real Britânica. No mesmo ano tornou-se membro da Câmara dos Senhores Prussianos.
A Primeira Guerra Mundial começou em 1914 e Holtzendorff no ano seguinte foi chamado de volta para o serviço a fim de chefiar o Almirantado Imperial. Durante sua aposentadoria ele se tornou um grande defensor da guerra submarina irrestrita. Ele publicou em dezembro de 1916 um memorando que foi apresentado ao imperador Guilherme II da Alemanha e que foi aprovado em janeiro. A crença era de que essa tática cortaria os suprimentos do Reino Unido e faria o país se render em seis meses. Holtzendorff também afirmou que o risco de intervenção dos Estados Unidos deveria ser ignorado. Sua política conseguiu atrapalhar a Marinha Real e a Marinha Mercante, infligindo perdas de mais de seis milhões de toneladas em 1917. Entretanto, os u-boots ficaram menos eficientes assim que os comboios passaram a serem usados, os Estados Unidos entraram na guerra e o Reino Unido não se rendeu.
Holtzendorff foi promovido a grande almirante em 31 de julho de 1918, tornando-se a sexta e última pessoa a ser nomeada para essa patente na Marinha Imperial Alemã. Ele aposentou-se novamente em agosto depois de várias discussões com o Supremo Comando do Exército, sendo substituído pelo almirante Reinhard Scheer. Holtzendorff morreu em 1919 pouco depois do final da guerra. Ele tinha sido casado com Margarethe Zitelmann e adotara as duas filhas de sua cunhada viúva.

## Condecorações
- Ordem da Águia Negra com Colar (Prússia, 19 de setembro de 1912)
- Grande Cruz da Ordem da Águia Vermelha com Folhas de Carvalho e Espadas (Prússia)
- Ordem da Coroa, 1ª Classe (Prússia)
- Comandante da Ordem da Casa de Hohenzollern com Estrelas e Espadas (Prússia)
- Pelo Mérito (Prússia, 22 de março de 1917) com Folhas de Carvalho (1 de fevereiro de 1918)
- Cruz de Ferro, 1ª e 2ª Classe (Prússia)
- Prêmio de Serviço (Prússia)
- Ordem Militar do Mérito, 1ª Classe com Espadas (Baviera)
- Grande Cruz da Ordem da Coroa (Württemberg)
- Comandante Segunda Classe da Ordem do Leão de Zähringer (Baden)
- Cruz Hanseática (Bremen e Hamburgo)
- Grande Cruz da Ordem do Grifo (Mecklemburgo)
- Grande Cruz Honorário da Ordem da Casa e Mérito de Pedro Frederico Luís (Oldemburgo)
- Cruz de Frederico Augusto, 1ª Classe (Oldemburgo)
- Grande Cruz da Ordem do Falcão Branco (Saxe-Weimar-Eisenach)
- Grande Cruz da Ordem de Leopoldo (Áustria-Hungria)